# كتف الحدباء (جازان)
قرية كتف الحدباء، إحدى قرى منطقة جازان وهي قرية سكنية تابعة لبلدية محافظة صامطة جنوب غرب المملكة العربية السعودية، تبعد أكثر من 50 كم باتجاه الجنوب من مدينة صامطة.

## الموقع
تقع قرية كتف الحدباء جنوب غرب المملكة قرب الحدود اليمنية السعودية حيث تبعد عن الحدود حوالي 8 كم من الجهة الجنوبية وتطل القرية على وادي ابن عبدالله الذي يمر جنوب القرية، كما تبعد حوالي 90 كيلومترا بالاتجاه الجنوبي الشرقي من مدينة جازان، وهي تقع عند خط طول 42 درجة وخط العرض 16 درجة، كما وتبعد حوالي 4 كيلو متر أيضاً عن مركزها قرية المواسم التي تقع إلى الجنوب الغربي من القرية.

## وصلات خارجية
- بيانات المجلس البلدي من الأمانة العامة لشؤون المجالس البلدية.
- حصر الخدمات بالمدن والقرى بمنطقة جازان. نسخة محفوظة 25 يناير 2020 على موقع واي باك مشين.
- دليل الخدمات بمنطقة جازان.
- مصلحة الإحصاءات العامة والمعلومات.